# Thiago Mastroianni
Giacomo Mastroianni Tertius (Fortaleza, 28 de março de 1968), mais conhecido como Thiago Mastroianni, é um apresentador, jornalista, locutor esportivo e radialista brasileiro. Atualmente, apresenta programas nas estações Bahia FM, GFM e Jovem Pan FM Salvador, todas pertencentes à Rede Bahia. É conhecido por ter sido, entre 2000 e 2025, locutor esportivo e repórter do departamento de esportes da TV Bahia, afiliada à TV Globo que pertence ao mesmo conglomerado.

## Biografia
Thiago Mastroianni nasceu em 28 de março de 1968 em Fortaleza, capital do estado do Ceará, sendo filho do publicitário Giacomo Mastroianni Filho. Aos quatro anos de idade, em 1972, mudou-se com seu pai para Salvador. Quando criança, já apresentava interesse na comunicação esportiva, imitando locutores esportivos em partidas de futebol de botão.

## Carreira
Thiago Mastroianni começou sua carreira na comunicação em 1986, aos 18 anos de idade, quando começou a atuar como locutor na Itaparica FM. Em 1988, foi para a FM Aratu, pertencente ao grupo da TV Aratu. Em 1994, Thiago saiu da emissora para trabalhar na 104 FM, de propriedade do jornal A Tarde. Ao mesmo tempo, estreou como repórter e locutor esportivo na TV Aratu, no programa esportivo No Campo do 4.
Em 1998, Thiago Mastroianni foi convidado pela Globosat, para atuar como repórter de transmissões de jogos nos canais Premiere Esportes e SporTV. Em março de 2000, tornou-se também locutor esportivo dos canais, ao mesmo tempo em que deixou a TV Aratu para se tornar repórter e, mais tarde, locutor de partidas na TV Bahia, afiliada à Rede Globo em Salvador. Dois anos depois, com a saída da então apresentadora Karla Burlachinni da estação, tornou-se âncora do bloco local do Globo Esporte.
Em 10 de maio de 2010, Thiago voltou a atuar no rádio após 16 anos, com a estreia do esportivo CBN em Campo na recém-inaugurada CBN Salvador, também de propriedade da Rede Bahia. 2011, tornou-se apresentador de uma das primeiras seis versões inteiramente locais do Globo Esporte, passando a apresentar o programa ao lado de Patrícia Abreu.
Em 29 de novembro de 2016, com a substituição da CBN pela Jovem Pan, Thiago Mastroianni deixou a emissora, apresentando o último programa esportivo, Depois do Apito, após a transmissão de uma partida entre Vitória e Coritiba. Em 2017, retornou ao rádio e à frequência 91.3 apresentando o boletim Pan News Esportes. No mesmo ano, passou a apresentar o quadro Fala Bahia em Campo no programa Fala Bahia, da Bahia FM. 
Em 2018, Thiago Mastroianni deixou a apresentação titular do Globo Esporte Bahia, passando a ser apresentador eventual do programa. Em agosto de 2021, passou a apresentar o podcast Geração GFM, voltado aos bastidores dos anos 80 e 90. O projeto foi o primeiro conteúdo exclusivamente digital da GFM. Em 6 de novembro de 2022, o programa passou a ser transmitido também na rádio.

Em 17 de fevereiro de 2025, Thiago Mastroianni foi dispensado da Rede Bahia após 25 anos, deixando os cargos de narrador esportivo da TV Bahia e apresentador das emissoras de rádio do grupo. Em 3 de abril, Thiago anunciou que chegou a um acordo extrajudicial e pacífico com o conglomerado, e que com isso, retomaria a apresentação de programas nas emissoras de rádio.